# Zitorthese
Een zitorthese is een hulpmiddel om een gecorrigeerde of comfortabele houding te verkrijgen. Een zitorthese wordt meestal op een verrijdbaar onderstel geplaatst, en vormt daarmee een alternatief voor een gewone rolstoel. Ze wordt onder andere veel gebruikt door kinderen en volwassenen met een meervoudige beperking, een cerebrale parese, bij bepaalde spierziekten, hypotonie, paratonie, om decubitus tegen te gaan, bij een dreigende of al bestaande scoliose, heupluxatie of andere vergroeiingen aan het lichaam.  Daarnaast kan het een functie hebben bij het in evenwicht houden van het lichaam als de persoon zelf geen zitbalans heeft. 
Een zitorthese wordt op maat gemaakt. Wanneer de gewenste zithouding, afhankelijk van het doel (comfort, correctie en/of preventie) is bepaald wordt een naar het lichaam gevormde afdruk gemaakt in het materiaal van de zitorthese. De persoon zit dus in een stoel die de lijnen van zijn lichaam volgt, en waar nodig versteviging biedt. 
Bij lichamelijke veranderingen door bijvoorbeeld groei van een kind kan de orthese opnieuw worden aangepast.